# روآن بلانشارد
روآن بلانشارد (انگلیسی: Rowan Blanchard) بازیگر آمریکایی است.

## زندگی‌نامه
بلانشارد متولد لس انجلس، کالیفرنیا است. پدر و مادر او، الیزابت و مارک بلانشارد، مربی یوگا هستند. نسل پدری او ریشه‌ای ارمنی، سوری، لبنانی و مراکشی دارد. نسل مادری او هم ریشه‌ای انگلیسی، دانمارکی و سوئدی دارد. روآن از خواهر و برادر خود، کارمن و شان بزرگتر است.

## زندگی شخصی
در سال ۲۰۱۴، بلانشارد در صفحهٔ اینستاگرام خود اعلام کرد که با افسردگی دست و پنجه نرم می‌کند. او نوشت: «امسال بالا پایین‌هایی زیادی با افسردگی داشته‌ام، اما فهمیدم که به جای رد کردن احساسات نوجوانانهٔ خود، می‌توانم یاد بگیرم که از این تنش لذت ببرم و فراموش نکنم که این مشکلات گذراست».
روآن بلانشارد یک فعال اجتماعی است و در زمینه‌های فمینیسم، حقوق بشر و خشونت‌های سلاح گرم فعالیت دارد. او بیشتر در توئیتر و تامبلر فعالیت دارد.

## بخشی از فیلم‌شناسی
از فیلم‌ها یا برنامه‌های تلویزیونی که وی در آن نقش داشته‌است می‌توان به آثار زیر اشاره کرد:
- بچه‌های جاسوس : همه زمان در جهان (Rebecca Wilson)
- خواهر نامرئی (Cleo)
- نقشه جایگزین (Mona’s kid)
- کراش (Paige Evans)
- دختر با دنیا ملاقات می‌کند (Riley Matthews)
- برف شکن (Alexandra Cavill)
- چین و چروک در زمان (Veronika Kiley)
- یک دنبا دورتر (Jessica Pattern)
- ربات زیاد برقص (Caitlin)